# Nikolaj Rerih
Nikolaj Konstantinovič Rerih (rus. Николай Константинович Рерих; Sankt Peterburg, 9. listopada 1874. – Naggar, Indija, 13. prosinca 1947.) – ruski slikar, filozof, znanstvenik, pisac
Rođen je u Sankt Peterburgu od majke Ruskinje i oca baltičkog Nijemca. Naslikao je oko 7000 slika, od kojih su mnoge izložene u poznatim svjetskim muzejima i galerijama, i objavio je oko 30 književnih radova. Rerih je bio autor i inicijator međunarodnog pakta za zaštitu umjetničkih i akademskih institucija i povijesnih lokacija (Rerihov pakt) i osnivač je međunarodnog pokreta za obranu kulture. Više puta je nominiran za Nobelovu nagradu za mir. Rerih je svoje ideje širio i u Kraljevini Jugoslaviji, gdje je stekao suradnike.
Istodobno je pohađao Pravni fakultet, Povijesno-filološki fakultet, Umjetničku akademiju i Institut za arheologiju Sveučilišta u Sankt Peterburgu. Nakon studija u Rusiji nastavio je studij u Parizu i putovao po Europi. Imao je izvanredno pamćenje. Oženio se Helenom i dobili su dvoje djece Jurija i Svetoslava, slikara poput njegova oca.
Njegov rad sastoji se od tisuća slika, freski u crkvama i javnim zgradama, crteža za mozaike i arhitektonskih motiva. Slikao je kulise i kostime za nekoliko opera. Zanimala ga je hipnoza i druge duhovne prakse. Za njegove slike se kaže da imaju hipnotički izraz. Kao autor i znanstvenik napisao je knjige o umjetnosti, kulturama, filozofiji i humanitarizmu. Objavio je blizu 30 svezaka, uz mnoge eseje i članke.
Rerih je primljen kao počasni član u JAZU. Zamolio je i za počasni doktorat Zagrebačkog sveučilišta za sina Jurija, što je ljubazno odbijeno. Bio je u kontaktu s Ivanom Meštrovićem i pozvan posjetiti Kraljevinu Jugoslaviju 1934. godine. Međutim, on je te godine krenuo na drugu ekspediciju po Središnjoj Aziji.
Suradnici ruskog veleposlanstva u Hrvatskoj pronašli su 2017. godine u jednom muzeju u Zagrebu deset slika Nikolaja Reriha za koje se smatralo da su izgubljene. One su uz njegov pristanak donesene potkraj 1930-ih godina kada se održavala izložba njegovih slika. Nakon toga su ostale, a zatim je izbio Drugi svjetski rat i na njih se praktički zaboravilo. Bit će vraćene u Rusiju.